# The Tazmanian Devils
The Tazmanian Devils ist eine deutsche Psychobilly-Band, die 2003 in Quedlinburg gegründet wurde.
Aushängeschild der Band ist die konsequente Berufung auf die subkulturellen Wurzeln des Psychobilly in der traditionellen Spielart, einhergehend mit dem dafür typischen „80's-Neo-Rockabilly-Sound“.
Mit dem auf Vinyl spezialisierten Schallplattenlabel Razmataz Records sind die Bandmitglieder auch als Musikproduzenten und Konzertveranstalter in der Szene tätig.

## Diskografie
Alben
- 2005: Evil Boppin’
- 2007: Wrecktime
- 2009: Rhythm’n’Psycho Jamboree